# Средње Пијавшко
Средње Пијавшко (словен. Srednje Pijavško) је насељено место у општини Кршко, Посавска регија, Словенија.

## Историја
До територијалне реорганизације у Словенији било је у саставу старе општине Кршко.

## Становништво
У попису становништва из 2011. године, Средње Пијавшко је имало 16 становника.
| Број становника према пописима | Број становника према пописима | Број становника према пописима |
| ------------------------------ | ------------------------------ | ------------------------------ |
| 1991                           | 2002                           | 2011                           |
| 21                             | 15                             | 16                             |